# Selección de fútbol sub-16 de Ecuador
La Selección de fútbol Sub-16 de Ecuador, conocida también como la Minitri, es el equipo que representa al país en los torneos de la categoría organizados por la FIFA, siendo controlada por la Federación Ecuatoriana de Fútbol.

### Campeonato Sudamericano Sub-16
| Año            | Ronda        | Posición | PJ | PG | PE | PP | GF | GC |
| -------------- | ------------ | -------- | -- | -- | -- | -- | -- | -- |
| Argentina 1985 | Tercer lugar | 3°       | 8  | 4  | 0  | 4  | 13 | 13 |
| Perú 1986      | Tercer lugar | 3°       | 3  | 0  | 3  | 0  | 3  | 3  |
| Paraguay 2004  | Primera Fase | 10°      | 3  | 0  | 1  | 2  | 3  | 7  |

## Palmarés
- Copa México de Naciones Sub-16 de 2014: (1)

2014